# Ragazzo la tua pelle scotta
Ragazzo la tua pelle scotta (The Learning Tree) è un film del 1969 scritto e diretto da Gordon Parks.
Il film narra la storia di un giovane afroamericano che cresce in un ambiente rurale nella prima metà del XX secolo, quando la discriminazione razziale era ormai una norma sociale, sanzionata legalmente in diverse parti degli Stati Uniti d'America.
Nel 1989 è stato scelto per la conservazione nel National Film Registry della Biblioteca del Congresso degli Stati Uniti, in quanto film di particolare importanza storica, culturale ed estetica.